# Brunch (groupe)
Pour les articles homonymes, voir Brunch (homonymie).
'Brunch' (Hangul: 브런치) est un groupe de rock coréen, fondé en 2003. La plus connue de leurs chansons est Imagine.
La chanson "Imagine" a été composée une réponse à la chanson de John Lennon "Imagine" dans lequel John faisait passer des messages "Pouvez-vous imaginer un monde sans pays ou de religions?" et "Laissez une chance à la Paix". Le groupe Brunch adressa cette chanson à John Lennon, lui demandant si son rêve a été accompli.

## Album
1. Imagine (14.06.2005)

## Singles
1. Imagine (02.2006)

## Membres du groupe
Won-seok LEE (Hangul: 이원석) : Chants

Seung-bok LEE (Hangul: 이승복) : Batterie, Producteur, Ingénieur Son, Rap

Ho-joon KIM (Hangul: 김호준) : Guitare, Rap

Sun-il KIM (Hangul: 김선일) : Basse

Min-cheol SHIN (Hangul: 신민철) : Guitare